# Mysidopsis didelphys
Mysidopsis didelphys is een aasgarnalensoort uit de familie van de Mysidae. De wetenschappelijke naam van de soort is voor het eerst geldig gepubliceerd in 1863 door Norman.